# Svjataja Anna (schip, 1868)
De Svjataja Anna (Russisch: Святая Анна) of Heilige Anna, vernoemd naar Sint Anna, was een Russisch schip dat gebouwd werd in Engeland. Het schip, een brik, stond onder commando van Georgi Broesilov gedurende de noodlottig verlopen expeditie in 1912 om de Noordoostelijke doorvaart te vinden. Het schip werd ingesloten door poolijs en slechts twee opvarenden, waaronder Valerian Albanov, wisten te overleven.